# Kanton Cognac-Sud
Kanton Cognac-Sud (fr. Canton de Cognac-Sud) je francouzský kanton v departementu Charente v regionu Poitou-Charentes. Skládá se z osmi obcí.

## Obce kantonu
- Ars
- Cognac (jižní část)
- Châteaubernard
- Gimeux
- Javrezac
- Louzac-Saint-André
- Merpins
- Saint-Laurent-de-Cognac